# Cookley (Suffolk)
Cookley est un village et une paroisse civile du Suffolk, en Angleterre.